# Кутайсов, Александр Павлович
Граф Александр Павлович Кутайсов (1869—1927) — русский государственный деятель, сановник.

## Биография
Представитель аристократии. 
Отец — граф Павел Ипполитович Кутайсов (1837—1911), генерал от инфантерии, нижегородский губернатор (1873—1880). 
Мать — Ольга Васильевна Дашкова (1844—1921), дочь Василия Андреевича Дашкова, директора Румянцевского музея.
Правнучатый племянник Александра Кутайсова (1784—1812), героя Бородина.
Занимал различные государственные посты. Был директором отделения взрослого Дома милосердия, членом советов Екатерининского и Александровского институтов в Москве.
В 1909—1912 гг. — волынский губернатор.
Камергер, член Государственного совета.
После Октябрьской революции вместе с женой и матерью выехал в Великобританию.
В мае 1918 г. выпустил в Копенгагене на английском языке брошюру "Украина", которая, хоть и носит отпечаток господствовавших тогда в консервативном дискурсе представлений об этой части бывшей империи, тем не менее, достаточно трезво оценивает ряд связанных с Украиной сюжетов.

## Семья
Был женат на Марианне Сергеевне фон Толь, дочери Сергея фон Толя, гражданского губернатора Петербурга (1889—1903).

## Сочинения
- Ukraina. Copenhagen: Jensen & Rønager, 1918.